# ホンダ・CB-F
CB-F（シービーエフ）は、本田技研工業が製造販売するオートバイのシリーズ商標である。
通称は、Fや優等生と呼ばれている。性能やカラーリングからクラスの優等生が乗ってそうなイメージからきていると思われる。旧車ブームの中でも価格は高騰しておらず、多くの部品の廃盤やレストアのしにくさが影響していると思われる

## 概要
当初は1970年代後半から1980年代前半にかけて製造販売されたCBシリーズのバリエーションで、モータースポーツいわゆるレース活動で得た技術・イメージをフィードバックさせ従来よりスポーツ性を高めたモデルに使用された商標である。
本項ではレギュレーションや各国の法規制に合わせて排気量を設定した750 ccクラス以上の空冷4ストロークDOHC4バルブ4気筒ガソリンエンジンを搭載する大型自動二輪車のCB900F・CB750F・CB1100Fならびに派生モデルのCB1100Rについて解説を主に行うと共に、上述4モデル以降に本商標を使用するモデルについては別途リンク誘導とする。
ホンダ優等生バイクと言われるがそのイメージを作ったのがCB-Fシリーズである。現在に至っては旧車ブームだがCB-Fシリーズに至ってはそれほど価値は上がっておらず、これは部品が廃盤だったり維持が難しいからだと思われる。

### 開発の経緯
1969年に発売したドリームCB750Fourは、時速200 km/hを超える性能と多くのライダーにとって手の届く販売価格を実現し、国産大型オートバイが世界市場を席巻するにいたった歴史的な名車であったが、DOHCや4バルブなどを搭載した後発モデルにより、徐々に発売当初のイメージには陰りが見え始めていた。
また1960年代は北米市場での要望を中心に輸出車両の開発を行っていたが、1970年代に入りヨーロッパと北米のオートバイに対する嗜好は乖離し始めた。そのため、北米向けモデルをヨーロッパ向けにローカライズするだけの販売戦略ではシェアを失う一方であり、ヨーロッパ市場の要求にこたえる車種を持たないでいた同社は、先進技術を投入した新たなフラグシップモデル、とりわけ需要の高いスポーツモデルの投入が急務となっていた。
1966年のロードレース世界選手権を最後に、自動車部門での環境適応エンジンの開発などのために一時休止していたレース活動であったが、先進技術を投入した新たなスポーツモデルの開発・設計にはロードレースへの復帰が必要であるとの判断がなされた。サーキットで常勝マシンとなっていたカワサキ・Z1を追撃するため1975年にH.E.R.T.（Honda Endurance Racing Team）を結成。当時は常に10万人を超える観客を動員するなど高い人気を誇ったFIMヨーロッパ耐久選手権からレース活動を再開。
投入されたRCB1000は、ドリームCB750Four用内径×行程：61.0 × 63.0（mm）・排気量736 ccのCB750E型2バルブSOHCエンジンをベースに4バルブDOHC化させた上で1976年モデルでは初期が68.0 × 63.0（mm）・915.2 cc、後期が68.0 × 64.8（mm）・941 cc、1977年・1978年モデルが70.0 × 64.8（mm）・997 ccまでアップさせ搭載。1976年は8戦中7勝、1977年にはシリーズ6戦全勝を達成。圧倒的強さから不沈艦・無敵艦隊などと称され、そこで培われた空冷4バルブDOHCエンジンの技術を市販車に転用しRCBのイメージをダイレクトに受け継ぐサーキット最速・最軽量のスーパースポーツとして開発されたのがCB900Fである。
- これらは当時2輪部門の総責任者であった久米是志[注釈 6]がノルマンディー上陸作戦、社内ではマルエヌの通称で呼ばれた[4]ヨーロッパ市場を奪還するプロジェクト[1]として立ち上げた。

## 車両解説

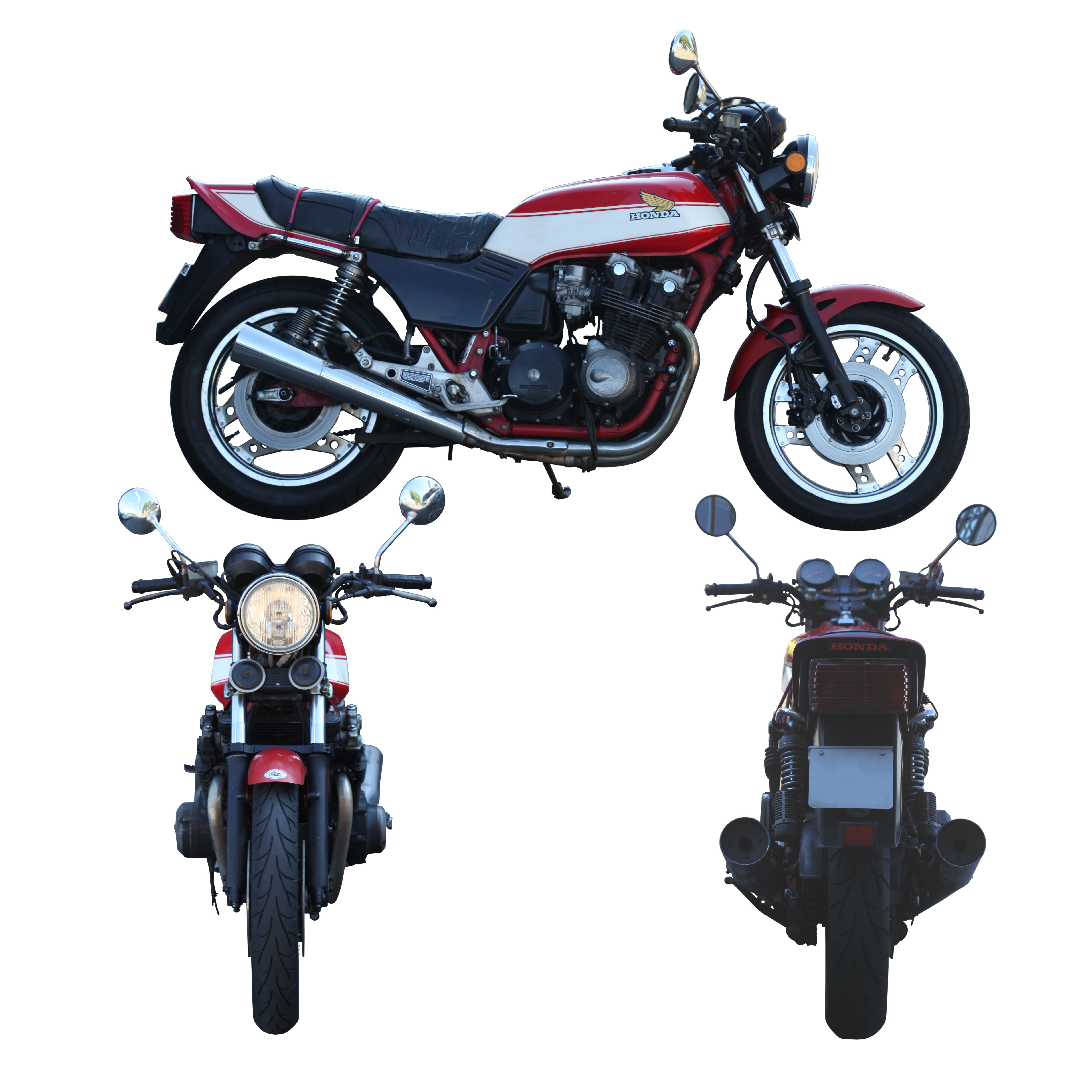
CB900F

CB750F・CB900F・CB1100F・CB1100Rとも機種コードは、車名のFに製造が行われたモデルイヤーに対応したアルファベット1文字が追加された以下のものとなる。
- FZ：1979年モデル
- FA：1980年モデル
- FB：1981年モデル
- FC：1982年モデル
- FD：1983年モデル

またカウル装着モデルはF2B・F2Cなど車名とモデルイヤーコードの間に2が入るほか、鈴鹿8時間耐久ロードレース優勝記念車両としてCB750FBB・CB750F2BBなどの限定仕様が生産された。

### エンジン
DOHC動弁機構は、ドリームCB750Fourの開発段階ですでに検討されていたもののメンテナンス性向上などを理由に見送られSOHCを採用し、さらに販売面で予想以上に好調を受け開発は本シリーズまで先送りされた経緯がある。また排気量を900 ccクラスに設定した理由は、当時の国内他社が販売していたZ1RやGS1000Sと異なり、メインマーケットとなるヨーロッパでドゥカティ900SS・モトグッチルマン850・ベネリ900セイなどを対抗車種としたためである。

### 車体構成
CB900Fは先立って開発が行われていたCB750Kと共通の車体設計が行われた。750 cc用エンジンフレームに900 ccエンジンを搭載することになるため剛性と整備性を両立させた上で各部に補強を加え、右側アンダーチューブを取り外し式にするなどの対策がとられた。同様に750 ccエンジンより容量の大きなエアクリーナーボックスが必要となるが、これは物理的に不可能なことから、できるだけ冷えた空気をより多く取り入れられるようダクト位置などを検討し、エンジン特性を車体設計から補填するようなアプローチも行われた。

### デザイン
担当した森岡實は初期段階構想をヨーロッパ視察のために訪れたフランスで行った。そして、これまでにない新たなマーケットを調査するためにル・マンやポール・リカール・サーキットを訪れ、現地ライダーの傾向を調査し、本シリーズを含む16種のデザイン草案を完成させた。
フランス現地法人からは要求していたボルドールのイメージを体現していると高評価を得た草案であったが、日本で行われた会議では「けばけばしく厚化粧で恥ずかしいデザイン」という批判意見が中心で評価も決して高いものではなかった。しかし、現地法人意見を尊重する久米是志の意向によりプロジェクトはそのまま進められ、クレイモデル完成まで9日、モックアップの完成まで実質10日と異例の早さで作業は進行した。
草案ではプラグ上部に位置する燃料タンク前部にはエッジが存在したが、オーバーフローした場合エッジを伝ってプラグへガソリンが滴下する恐れがあり、市販化の際に修整された。しかしレバー・ステップ・メーターなどは新造部品の使用許可が出され、プロジェクト全体としては自由度の高いデザインが可能であった。結果として本デザインは市場に受け入れられ、好調なセールスを記録した。採用されたタンクからサイドカウルへとつながるコンセプトにもなった「流れるようなデザイン」はインテグレーデッド・ストリームラインと呼ばれ、その後はRC42型CB750をはじめPROJECT BIG-1コンセプトの基で開発されたCB1000スーパーフォア・CB1300シリーズ・CB400シリーズなどにも影響を与えた。

## モデル一覧
※本項では開発順に解説を行う。

### CB900F
本シリーズのベースとなったモデルで排気量901.8 ccのエンジンを搭載する。日本国内向けは存在しない海外向け輸出専売モデルである。型式名SC01。なお1982年モデル（FC）以降はSC09である。

### CB750F

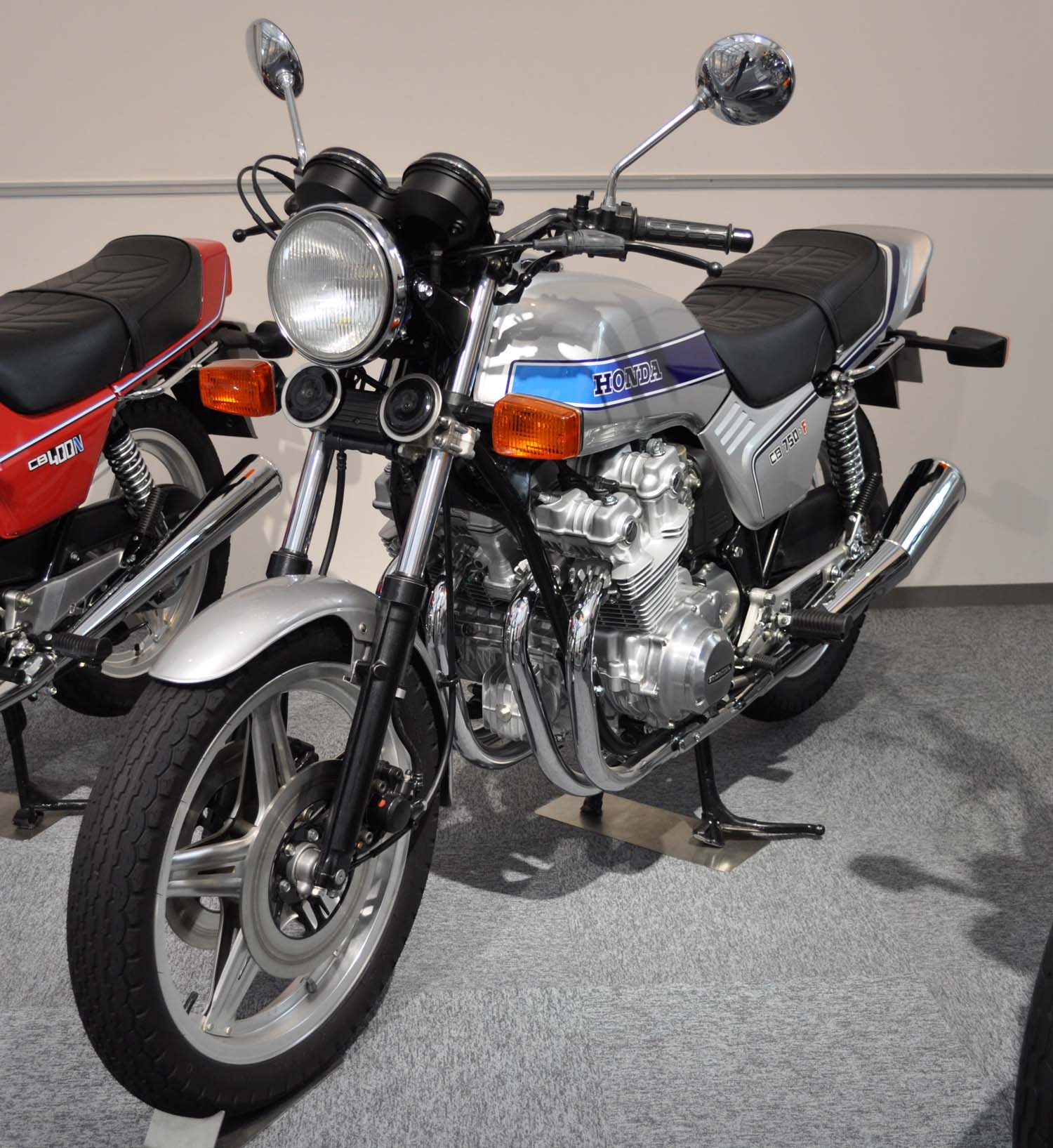
CB750F（1979年製）

型式名RC04。基本設計を1978年に発売されたCB750Kと共有する当時の日本国内排気量上限にあわせた750 ccエンジンを搭載し、1978年に輸出が開始されたCB900Fからは約1年遅れとなる1979年6月23日に日本国内向け仕様が発売された。スポーティーなエンジン特性のためカムシャフトを変更するが、吸排気系や足回りはCB900Fと同一である。国内では初となるジュラルミン鍛造製セパレートハンドルやCB900Fそのままのスタイリングなど、国内オートバイのフラグシップ的存在となり、750 ccクラスのセールスが月200台程度の時代に1,500から2,000台もの売り上げを達成する大ヒット車種となった。その高い人気から、漫画『バリバリ伝説』では主人公の愛車(FB型)としても登場した。また優等生バイクと言われた。販売当時の価格で538,000円。
北米地区でも同時に発表されたCB750Kを上回る反響を得たほか、1980年モデルのFAからヨーロッパ向け輸出も開始。また仕向地によってエンジン出力に差があり、北米向けがFZで75 PS / 9,000 rpmであるのに対し、日本向けは68 PS / 9,000 rpmとされた。エンジン出力は79 PS / 9,000 rpm、6.5 kgf·m / 8,000 rpmまで強化され、北米仕様にはパイプハンドルを装着したモデルも存在した。日本国内向け仕様はFCで18インチフロントホイール・39 mm径フロントフォークへ変更されたが、北米・ヨーロッパ向け仕様は最後までフロントホイールは19インチ、フロントフォーク径もFBで37 mm径とされたが39 mm径への変更はない。ホイールはFAではコムスターホイール、FBでは裏コムスターホイール、FCではブーメラン型コムスターホイールへと変更された。
販売された1970年代末から1980年代初頭にかけての日本は空前のバイクブームである、1981年から1982年にはオートバイの国内総生産台数は700万台を超えるに至った。そのためライバルのヤマハ発動機・スズキ・川崎重工業（現・川崎重工業モーターサイクル&エンジンカンパニー）は、750 ccクラスへXJ750E/A・GSX750Sカタナ・Z750GPなどのニューモデルを次々と投入。さらにHY戦争という対立構造も加わった結果、本田技研工業は商品開発ならびに世代交代を加速させ1982年にV型4気筒エンジンを搭載するVFシリーズに750 ccクラスのフラッグシップを譲る形で本モデルの生産を終了した。

### CB1100R

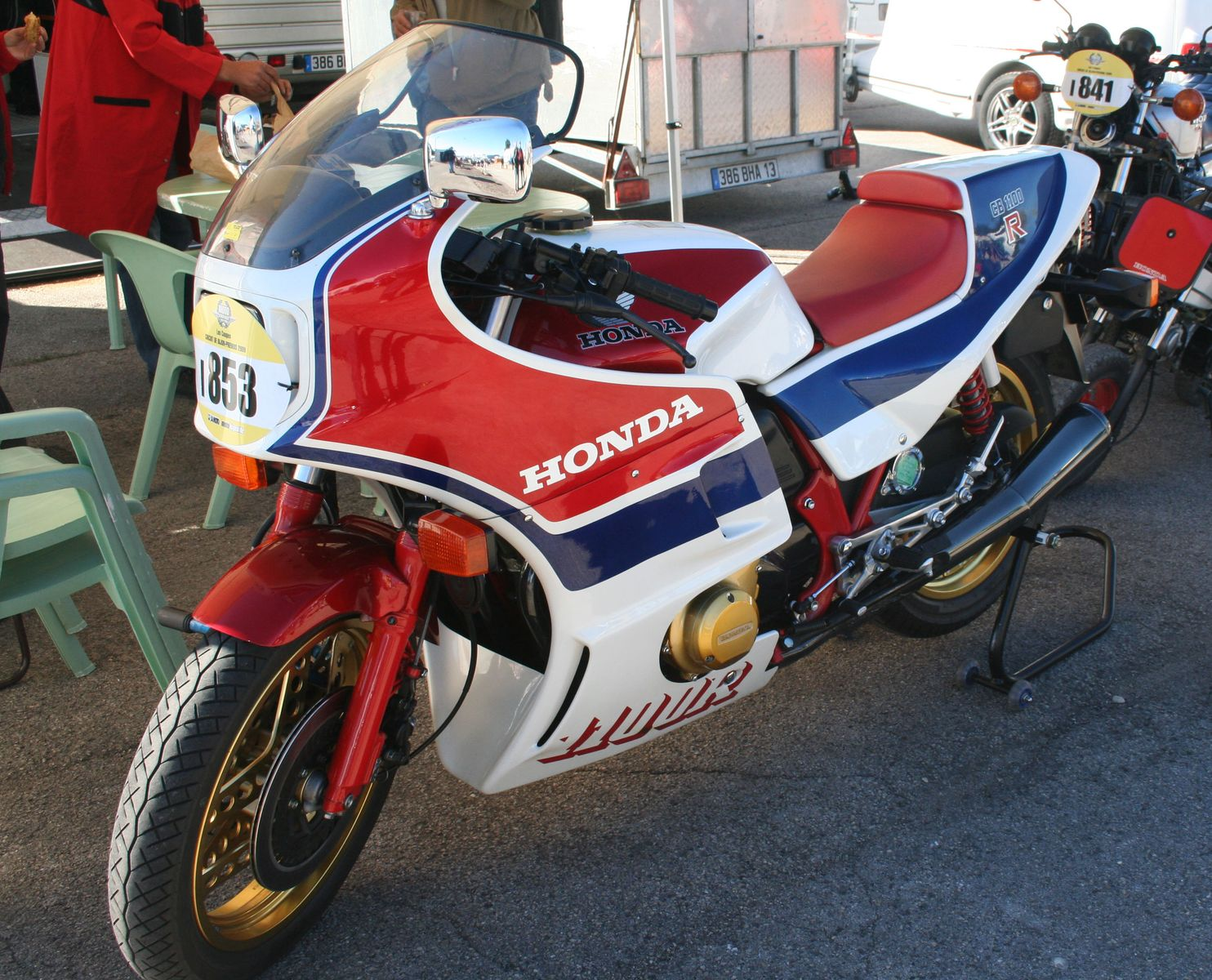
CB1100RD

1972年にオーストラリアで開催されたカストロール6時間耐久レースに端を発する「量産車によるレース」というコンセプトは、ユーザーが直接所有することのできる市販車両の最速を競うという触れ込みにより多くの関心を集めテレビ放送も行われるなど人気の高まりをみせた。しかし、オーストラリア国外ではレースは専用に開発されたレーサー車両で行うものという認識が根強く存在し、後のプロダクションレースへとつながるこれらのレース専用の車両開発は行われていなかった。そのためレギュレーションで定められた排気量制限に合致した本田技研工業製モデルはCBX1000あるいはGL1000といったレースに適さないモデルしか存在しなかったためCB900Fで参戦するが、ヤマハ・XS1100・スズキ・GS1000・カワサキ・Z1000MKIIといった排気量で優位に立つ他社モデルに後塵を拝した。スズキがヤマハに対抗するために開発したGSX1100Eに関する情報が明らかになるとHonda Australiaはこれ以上劣勢にたたされるわけにはいかないため対抗できるマシンの開発を日本のホンダ本社に要求した。こうして1981年にCB900F用エンジンをベースに内径を70 mmまで拡大、鍛造ピストンやカムシャフトの採用など内部パーツを本モデル専用設計とし、プロダクションレースで勝つためのマシンとして開発されたのが本モデルである。
市販車両としての条件として課せられた「年間生産台数10万台以上のメーカーでは1,000台以上の生産台数」の条件を満たすため1980年に生産されたのがモデルコードRB・型式名SC05であり、生産台数1,050台がのうち100台がオーストラリアへ向け出荷された。また生産初期にはカウルの製造事情によりFRP製カウルを装着した通常仕様(RB‐2)と異なるネイキッド仕様(RB‐1)が存在した。そして同年10月19日にアマルーパークで行われたカストロール6時間耐久レースに3台が出場し、マイク・ニール/アラン・デッカーらによって上位を独占した。
デビューを勝利で飾り性能の高さを証明した本モデルは、プロダクションレースの流行とともに当時レース活動の本拠地を設置していたイギリスでロン・ハスラムのライディングによる活躍で評価を確かなものとした。カストロール6時間耐久レースを参考にイギリスで行われたストリートバイクレースは、モーターサイクルニュースとロイヤル・ダッチ・シェル(現：シェル)がスポンサーとして参加し、ミック・グラント、ワイン・ガードナーといったライダーが参加する大規模なレースとして開催された。同レースに投入されたモデルコードRC・型式名SC08は1981年4月に行われた初戦のカドウェルパークをはじめ、6月にはスネッタートンならびにドニントン・パーク、8月にはオウルトンパーク、9月にはスカボローならびにマロリーパーク、10月にはブランズハッチのレースで勝利し、初代チャンピオンに輝いた。
高い性能を有した本モデルであるが、特別車という扱いからレースで勝つためのマシンという本来の目的からはずれ、コレクターズアイテムとなる車両も多い。

### CB1100F

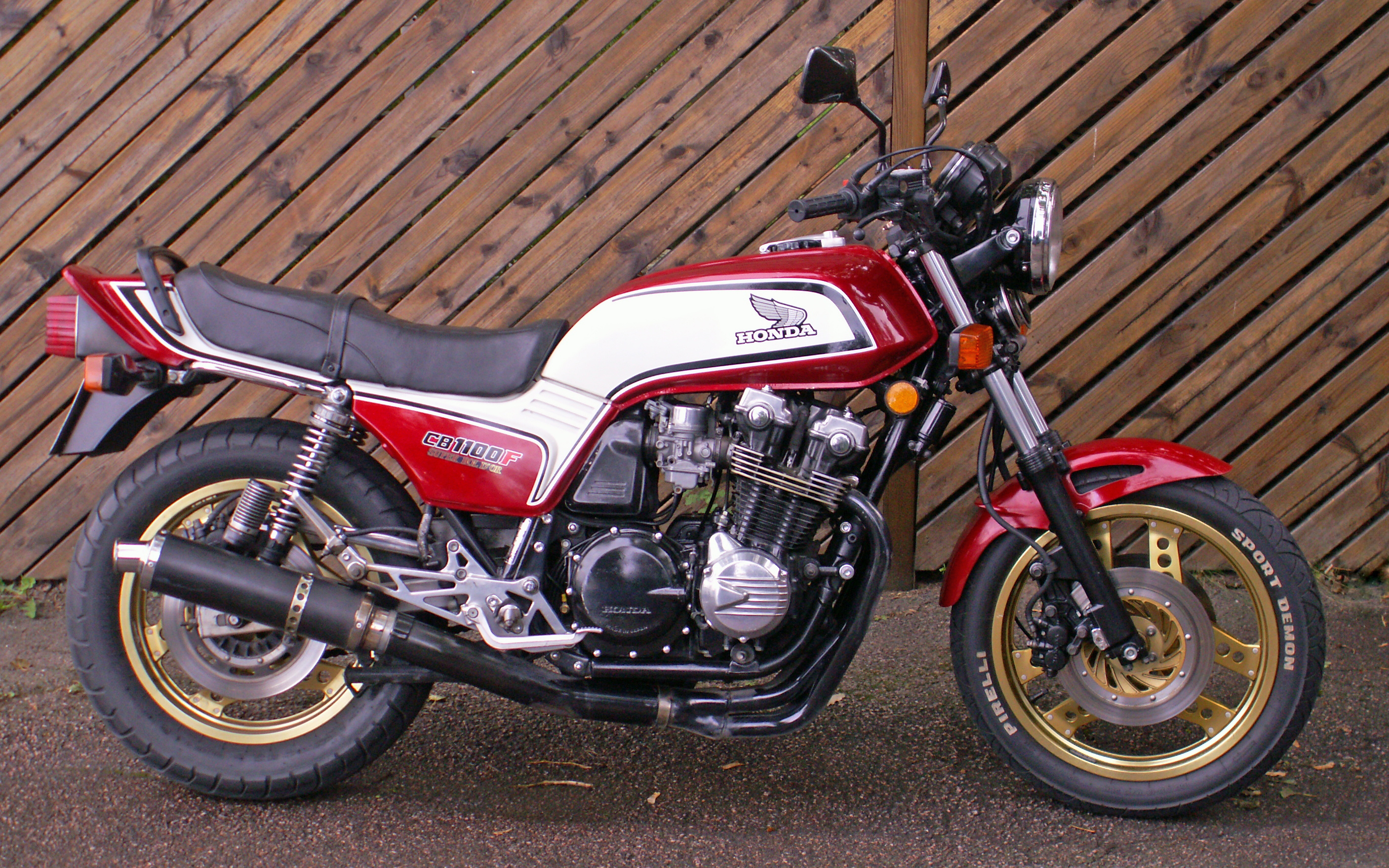
CB1100F

型式名SC11。CB1100Rは高い人気を得たが、高騰した販売価格や生産台数の少なさから手に入れられる人間は限定されたことから、排気量1,000 ccから1,100 ccの4気筒エンジン搭載モデルを求める市場の声に対応するため開発されたのが本モデルである。1982年に西ドイツ(現・ドイツ連邦共和国)で開催されたケルンモーターショーで発表され、エンジンパーツの一部をCB1100Rと共通とするなどこれまでに発売された本CB-Fシリーズの集大成となった。ヨーロッパ向け仕様と北米向け仕様が存在するが、ヨーロッパ向け仕様はCB900Fのイメージをそのまま継承、北米向け仕様は本シリーズで唯一キャストホイール・角型ヘッドライト・バーハンドルを装着する。特殊モデルを除く通常ラインナップの中でフラグシップモデルとされたが、本田技研工業がフラッグシップモデル用エンジンレイアウトを直列4気筒からV型4気筒へ転換する方針を打ち立てたため1983年のみ生産のモデルとなった。

## 遍歴

### 1977年
- 4月21日[28]、ハイボチェーンやクラッチの技術を本シリーズに引き継ぐCB750A（EARA）[29]を同月22日に発売することを発表。

### 1978年
- 8月にイギリスのアールズコートショーでCB900Fを発表。9月にドイツのケルンショー、10月にパリ・サロンなど各国のモーターショーで公開。CB750Fは9月にハワイのディーラーミーティングで発表[30]。

- 12月12日発表でコンポーネンツを共有するCB750KZの日本国内向け仕様を同月13日発売[31]。

### 1979年
- 6月22日、同月23日より日本国内でCB750FZの発売開始を発表[15]。

### 1980年
- 日本国内向け仕様を5月20日発表、同年6月2日発売でFAへマイナーチェンジを実施[32]。
  - オプションの60 / 55 Wハロゲンヘッドライトを標準装備化。
  - 様々な専用装備が与えられた姉妹車の750カスタムエクスクルージブを1.200台限定で追加。
- 8月にイギリスのアールズコートショーでCB1100Rを発表。9月に発売。

### 1981年
- FB仕様へとマイナーチェンジを実施。

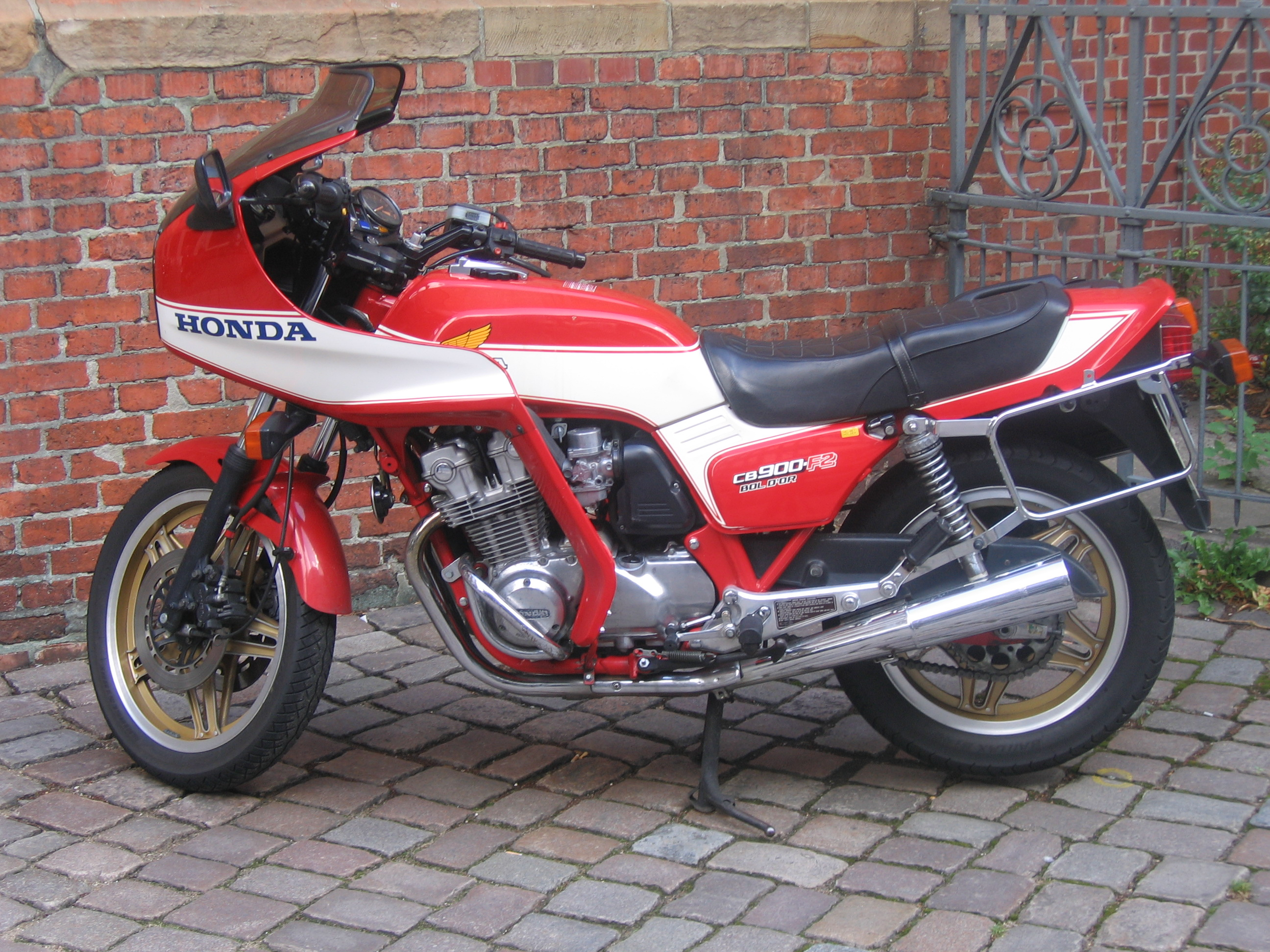
CB900-F2 BOLD'OR

  - フロントブレーキキャリパー2ポット化・フロントフォークインナーチューブ径を37 mmへサイズアップ[注釈 11] 。
  - CB750FBでは最高出力発生回転数が下がったことにより、燃費が32 km/Lから35 km/Lへと改善された[33]。

- 日本国内ではCB750FBを4月22日発表、同年5月1日発売[34]。
  - 鈴鹿8時間耐久ロードレース優勝記念のCB750FBB（ボルドールII）など限定仕様も販売されたことにより、1979年から1988年のCB750F登録台数は、最多となる11,760台を記録した[33]。CB750FBBにカウルやオイルクーラーを設置したCB750F2BBという特別仕様車も存在し、販売価格は848,000円であった[35]。
  - 750カスタムエクスクルーシブの通常販売モデルとなるCB750カスタムも同時発表発売[34][22]。
- フレームを赤く塗装した上でカウルを搭載したF2仕様もラインナップに加わり、CB900Fの北米での販売開始[36]。

### 1982年
- FC仕様へマイナーチェンジを実施。
  - エンジンラバーマウント化・フロントタイヤ18インチサイズダウン。フロントフォークインナーチューブ径39 mmへサイズアップ・ブーメランコムスター装着、。
  - 日本国内では正式に認可されヨーロッパ向け仕様と同様のカウルを装着した最終モデル[17]のCB750Fインテグラを同年8月20日発表、同月21日発売[37]。

- 西ドイツケルンショーでCB1100Fを発表。

### 1983年
- FD仕様へカラーリング変更のマイナーチェンジを実施。
- F2仕様のフレームカラーを黒に変更。

### 1984年
- FD・F2DのエキゾーストシステムをCB1100Fと同じ黒く塗装処理の施されたものに変更するといったパーツの共有化実施、限定的に輸出を継続していたが本年を最後にシリーズの生産終了[38]。

## レース戦績

### AMAスーパーバイク選手権

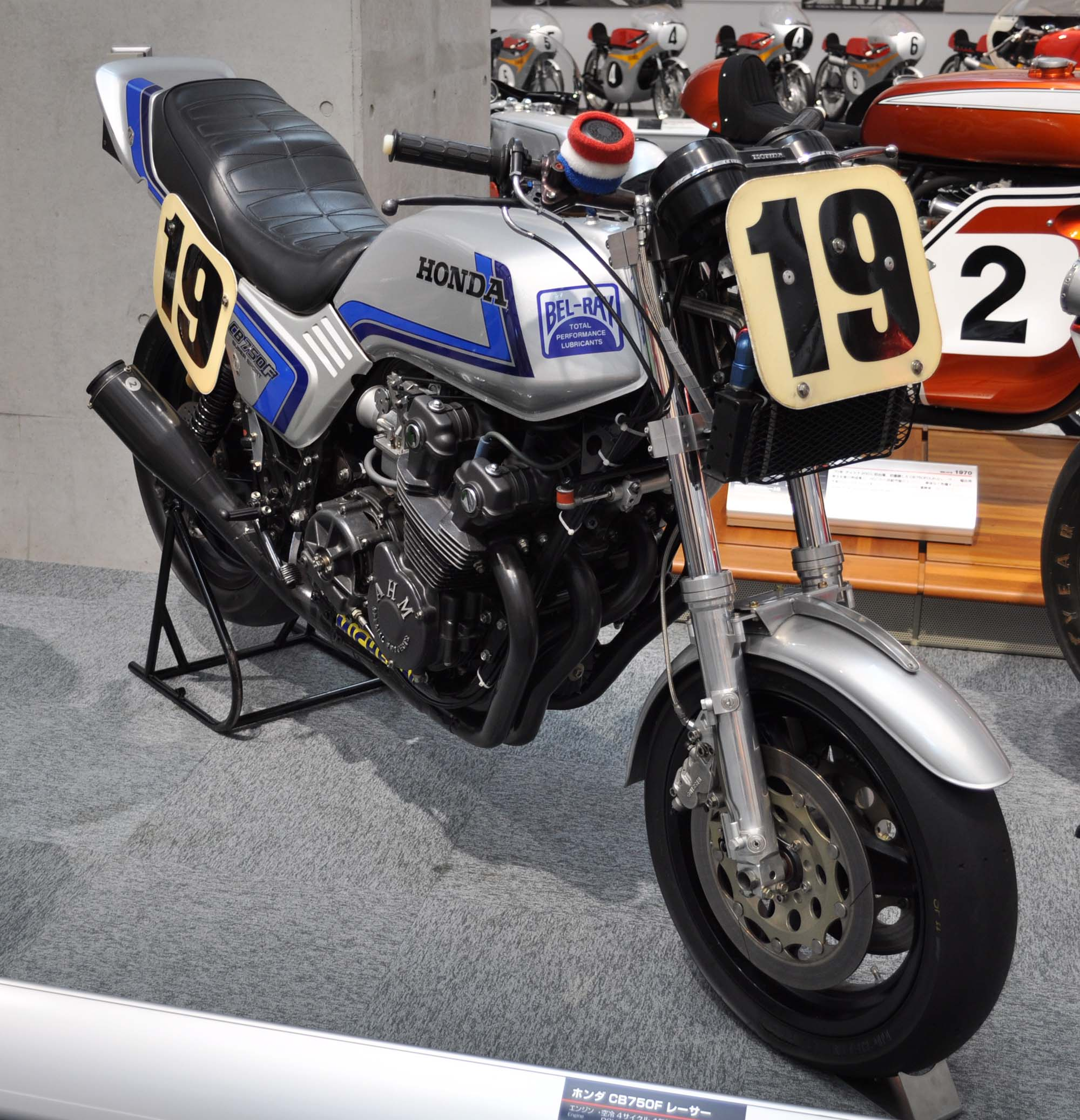
CB750F #19

1980年 - 1982年のAMAスーパーバイク選手権にアメリカン・ホンダ・モーター（American Honda Motor）（現・ホンダ・ノースアメリカ（Honda North America, Inc.）はCB750Fベースに初期段階でRS1000のエンジンを搭載する運用を行っていたが、スプリントではエンジン出力不足や多発するトラブルにも悩まされたため1982年シーズンでは以下の対応を行った。
- BMWでもチューナーを務めていたユドー・ギードルを筆頭にMike Velasco・美藤定をメカニックとして招聘し、クランクケースやバルブスプリングなど一部パーツを除いた全ての部位に独自のチューニングを施し、最高出力をおよそ150 PS / 13,000 rpmまで向上させたエンジンへ移行するなど大きな改革を行った[39]。
  - エンジン潤滑のドライサンプ変更・乾式クラッチ・Jet製チタンバルブならびにコンロッド・ドイツクローバー社製CDI点火装置のほか[39]、燃料供給装置にはドラッグレース用に開発されたフラットバルブキャブレターのクイックシルバーを装着[注釈 12] 。フレームは元々レギュレーション上で補強のみ認められていたが、当時はどのチームも秘密裏にオリジナルフレームへの換装が常態化していたためレギュレーションに抵触するもののクロームモリブデン製オリジナルとした[39]。
- ライダーに#19 Freddie Spencer・#43 Mike Baldwin・#88 Roberto Pietri・#38 Steave Wizeを投入。

この結果、年間チャンピオンこそ獲得はならなかったもののデイトナ・インターナショナル・スピードウェイのレースでは1位 #19 Freddie Spencer2位 #43 Mike Baldwin・3位 #88 Roberto Pietriと表彰台を独占する成績を残した。同シーズンのシルバー基調にブルーラインをあしらったカラーリングは、フレディ・スペンサーカラーとして本田技研工業の代表的レプリカカラーともなった 。
2014年現在でスペンサーが乗ったマシンは栃木県芳賀郡茂木町のツインリンクもてぎ内に併設するホンダコレクションホールで展示されている。

### 鈴鹿8時間耐久ロードレース
1979年にTT-F1規定で行われた鈴鹿8時間耐久ロードレースでは前年度出場したRCBのようなプロトタイプレーサーが出場できなくなったためワークスチームもCB900Fをベースに参戦。トニー・ハットン・マイク・コール組が優勝し、上位8位までを本田技研工業製マシンが独占し、そのうち4台がCB900Fである。
後にCB900F用エンジンをベースにRS1000を開発し、耐久仕様とスプリント仕様が製作された。しかし1983年以前のレギュレーションでは、4ストローク1,000 ccプロトタイプであるRS1000の参加するレースの多くには2ストローク750 ccプロトタイプの参加が可能であり、2ストロークエンジン相手に苦戦を強いられた。そのため『4ストロークで2ストロークに勝つ』という悲願のために早々に水冷V型4気筒エンジンを搭載するRS1000RWへ移行したが、RS1000は1981年の鈴鹿8時間耐久ロードレースで優勝を獲得している。